# 隆安 (嘉慶進士)
隆安（1769年 - ？），字宅仁, 号定斋，張嘉特氏，蒙古正黄旗人。乾隆五十四年己酉科举人，嘉庆七年壬戌恩科二甲进士出身，选翰林院庶吉士，散馆后改福建晋江县知县，后任庚午科乡试同考官。

## 家庭
- 曾祖二保；
- 祖科蒙額，骁骑校兼印务章京；
- 父傅明，护军参领；
- 胞兄隆泰，广西梧州府知府；其女張嘉特氏，嫁内务府正黄旗满洲輝發薩克達氏中佑；
- 隆泰之子德成，道光癸巳进士，福建靖南县知县；德成之女張嘉特氏，嫁内务府正黄旗满洲輝發薩克達氏诚存；[3]
- 妻趙氏；
- 子德齡，道光癸巳进士，葉爾羌參贊大臣；
- 女一，嫁內務府镶黄旗漢軍、道光壬午恩科进士刘氏豫益；女二，嫁知府觉罗德齡；[4]
- 孙景椿，其妻刘氏（父內務府镶黄旗漢軍、道光壬午恩科進士豫益）；景桂。
- 曾孙女張嘉特氏(父景椿），嫁内务府正黄旗满洲、咸丰壬子进士索勒豁金氏永順 (咸豐進士)之子崇勳。